# Джованні Баттіста Колетті
Джованні Баттіста Колетті (італ. Giovanni Battista Coletti, нар. 8 грудня 1948, Тревізо, Італія) — італійський фехтувальник на рапірах, срібний призер Олімпійських ігор 1976 року.

## Виступи на Олімпіадах
| Олімпіада     | Дисципліна      | Місце |
| ------------- | --------------- | ----- |
| Монреаль 1976 | командна шпага  | 7     |
| Монреаль 1976 | командна рапіра | 2     |